# Eriogonum marifolium
Eriogonum marifolium är en slideväxtart som beskrevs av Asa Gray. Eriogonum marifolium ingår i släktet Eriogonum och familjen slideväxter. Utöver nominatformen finns också underarten E. m. cupulatum.